# Carlos Barredo
Carlos Barredo Llamazales (5 de junho de 1981, Oviedo, Astúrias) é um ex-ciclista espanhol retirado do pelotão internacional desde dezembro de 2012. Apesar de nascer na capital asturiana, reside desde menino em Gijón.
Barredo estreia no pelotão internacional da mão de Manolo Saiz em 2004 no conjunto Liberty Seguros. Apesar de estrear numa equipa espanhola, grande parte da sua carreira passou-a em equipas estrangeiras.
No ano 2012 a sua carreira como profissional mudou radicalmente. A sua equipa na altura, a Rabobank, afastou-o da equipa por precaução a 18 de outubro de 2012, depois de conhecer-se que a UCI tinha solicitado a abertura de um procedimento disciplinar ao ciclista por ter violado aparentemente as normas antidoping, baseando-se em anomalias que o asturiano apresentava no seu passaporte biológico. Em dezembro desse ano, anunciou a sua retirada como ciclista depois de não se conhecer uma resolução definitiva do caso. Finalmente, a 12 de julho de 2014 a UCI impôs-lhe uma sanção de dois anos (ainda que já estava retirado) e anulando todos os seus resultados desportivos desde 26 de outubro de 2007 até 24 de setembro de 2014.
Carlos Barredo destacou-se por ser um dos grandes rodadores do pelotão, demonstrando sempre a sua combatividade em numerosas escapadas. Também era um bom contrarrelógista realizando bons postos em prólogos de diferentes competições.

## Palmarés
2004
- 1 etapa da Volta a Astúrias

2006
- 1 etapa do Tour Down Under

## Resultados em Grandes Voltas e Campeonatos do Mundo
| 2004               | 2005 | 2006 | 2007 | 2008 | 2009 | 2010 | 2011 | 2012 |   |
| ------------------ | ---- | ---- | ---- | ---- | ---- | ---- | ---- | ---- | - |
| Giro de Itália     | -    | -    | -    | -    | -    | -    | -    | -    | - |
| Tour de França     | -    | -    | -    | 42º  | 89º  | 63º  | 41º  | 35º  | - |
| Volta a Espanha    | -    | -    | 42º  | 10º  | Ab.  | Ab.  | 43º  | -    | - |
| Mundial em Estrada | -    | -    | -    | Ab.  | -    | Ab.  | Ab.  | -    | - |

-: não participa
Ab.: abandono

## Equipas
- Liberty Seguros/Würth Team/Astana (2004-2005)
  - Liberty Seguros (2004)
  - Liberty Seguros-Würth Team (2005) (até maio)
  - Würth Team (2005) (até junho)
  - Astana (2006)
- Quick Step (2007-2010)
  - Quick Step-Innergetic (2007)
  - Quick Step (2008-2010)
- Rabobank (2011-2012)